# Verrenberg

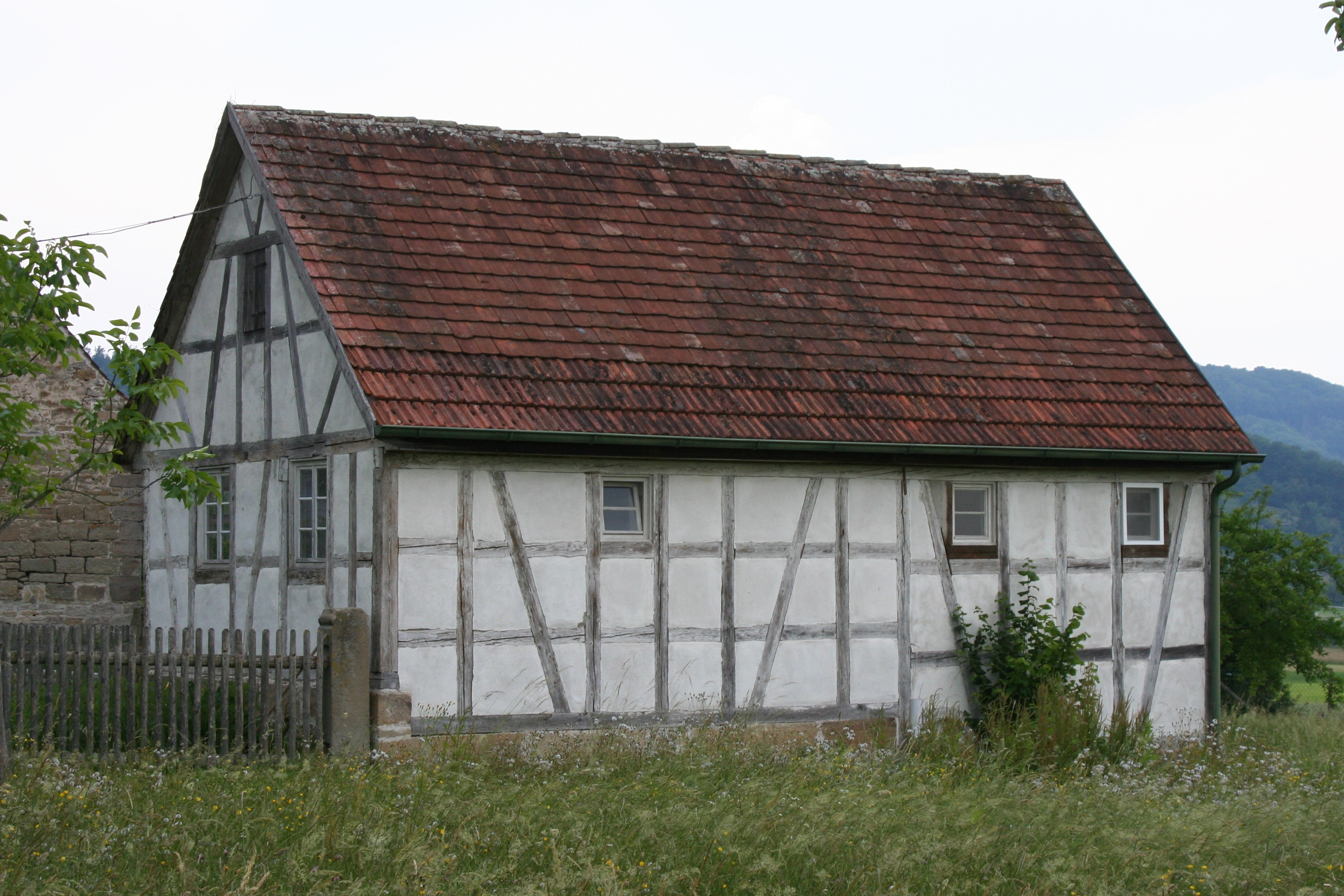
Remise aus Verrenberg im Hohenloher Freilandmuseum Wackershofen

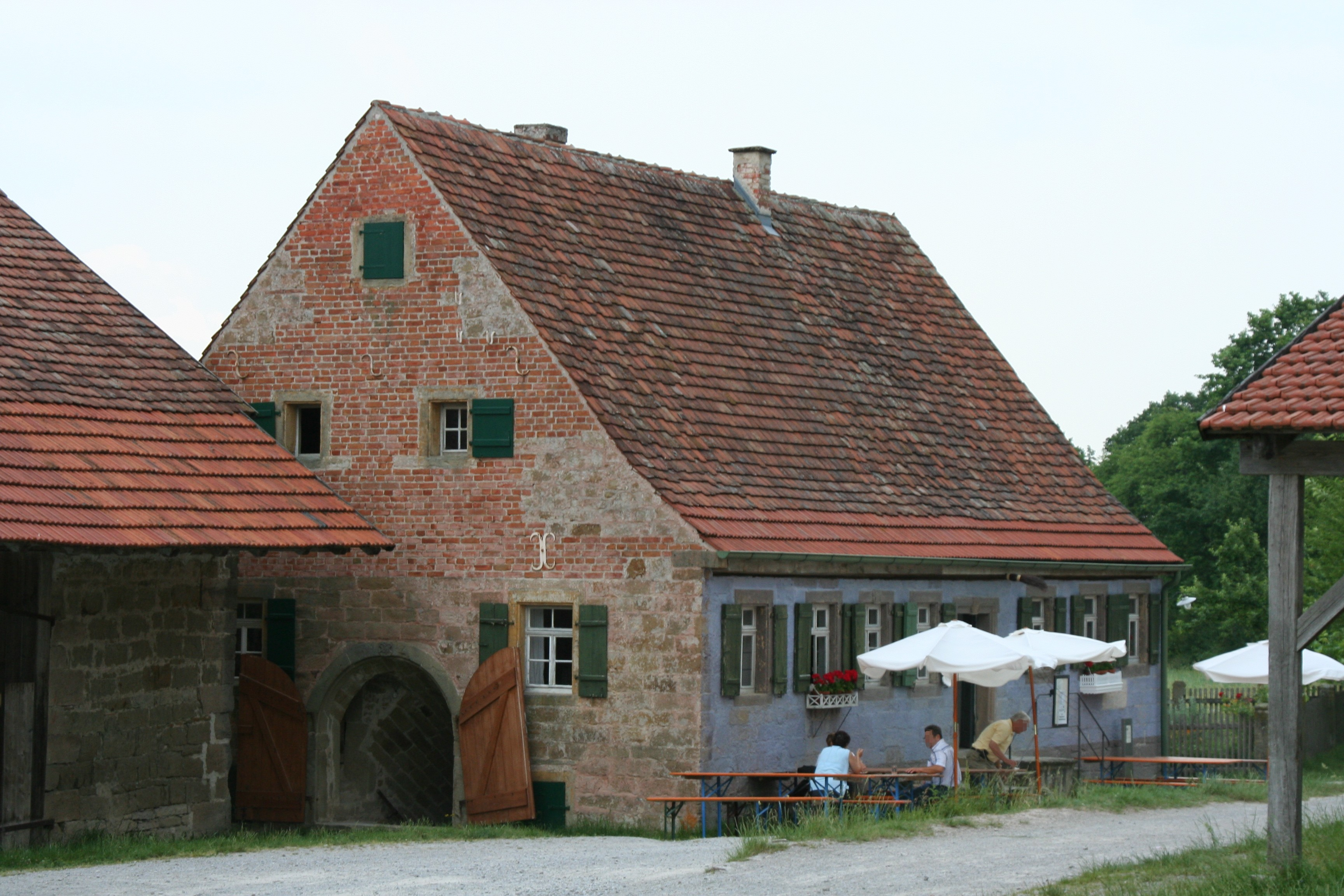
Wohn-Stall-Haus aus Verrenberg im Freilandmuseum Wackershofen

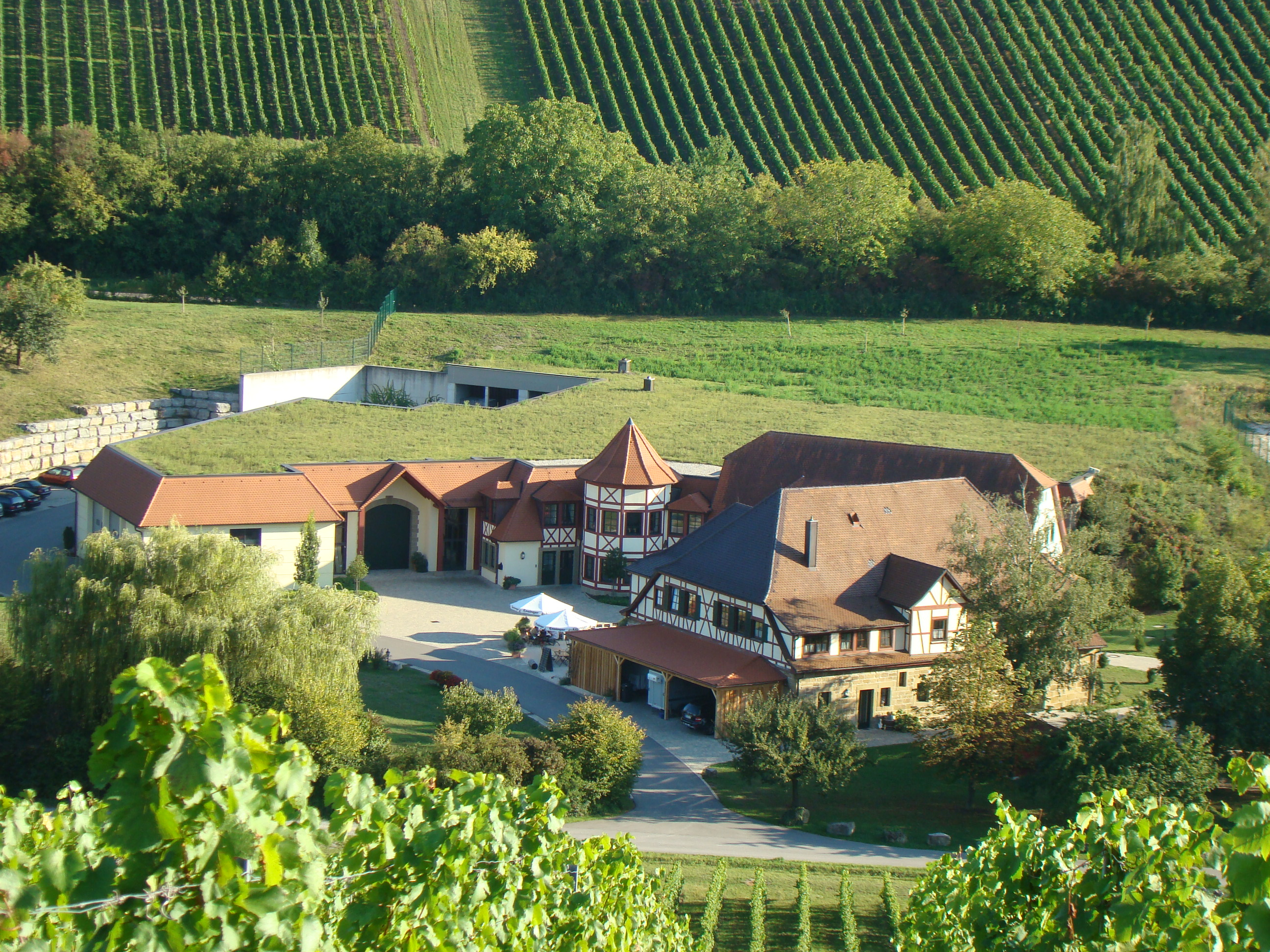
Weingut Fürst Hohenlohe Oehringen

Verrenberg ist ein Dorf in Hohenlohe, das seit 1972 ein Teil Öhringens ist. Heute hat Verrenberg etwa 680 Einwohner.

## Geschichte
Die erste urkundliche Erwähnung Verrenbergs ist auf das Jahr 1264 zu datieren, der Ort dürfte jedoch zwischen dem 9. und 11. Jahrhundert entstanden sein und hatte ursprünglich zwei Siedlungskerne, die durch den Verrenbach getrennt waren. Im späten Mittelalter hatten vor allem das Kloster Lichtenstern, die Herren von Weinsberg und die Herren von Hohenlohe größere Anteile an dem stark zersplitterten Besitz am Ort. Gemeinsam mit dem Vogtrecht über Öhringen kamen die Herren von Hohenlohe wohl im 13. Jahrhundert auch an die Vogtei über Verrenberg. 1357 zählte der Ort zum hohenlohischen Amt Öhringen. Während die Vogtei bald an die Gemeinde Verrenberg kam – Schultheiß und Gericht werden 1391 erstmals erwähnt –, blieb die niedere und hohe Gerichtsbarkeit bei den Hohenlohern. 1525 wird der Verrenberger „Schönmichel“ Wortführer der Verrenberger Bauern im Bauernkrieg. Bei der hohenlohischen Hauptlandesteilung 1553 kam Verrenberg zu Hohenlohe-Waldenburg. 1615 kommt Verrenberg zur neuerstandenen Linie Hohenlohe-Pfedelbach. Nach Aussterben der Pfedelbacher Linie 1728 tritt Waldenburg-Bartenstein die Nachfolge an. Der Ort zählte bis 1806 zum Oberamt Pfedelbach und hatte in jenem Jahr 357 Einwohner. Bis 1824 war der Ort dann Filial der Stabsschultheißerei Windischenbach des Patrimonialamts Pfedelbach, danach wieder selbstständige Gemeinde innerhalb des Oberamts Öhringen. Bis 1885 stieg die Einwohnerzahl auf 453 an, danach war die Einwohnerzahl aufgrund der Abwanderung der Bevölkerung in industrialisierte Orte für rund fünf Jahrzehnte rückläufig. In der Nacht vom 30. Juni zum 1. Juli 1897 verwüstete ein Hagelunwetter fast die ganze Pflanzenwelt und einen großen Teil der Gebäude. Nachdem es 1933 nur noch 306 Einwohner waren, nahm der Ort nach dem Zweiten Weltkrieg weit über 100 Heimatvertriebene, vor allem aus Rumänien, Ungarn und der Tschechoslowakei auf, von denen einige bis etwa 1960 jedoch wieder abgewandert sind. 1961 wurden 364 Einwohner gezählt.
Am 1. Februar 1972 wurde Verrenberg nach Öhringen eingemeindet.

## Religionen
Verrenberg war nie eine selbstständige Kirchengemeinde, sondern von jeher eine Filialgemeinde der Pfarrei in Bitzfeld und wurde mit dieser im 16. Jahrhundert auch reformiert. Der Ort war bis in die jüngere Vergangenheit fast rein evangelisch, bevor sich durch den Zuzug von Heimatvertriebenen nach dem Zweiten Weltkrieg auch verstärkt Katholiken am Ort niederließen.

## Sehenswürdigkeiten
Das markanteste Gebäude Verrenbergs ist die Verwaltungsstelle des Ortes, die in ihrer wechselvollen Geschichte als Kirche, Rathaus und Schulhaus genutzt wurde. Die Ursprünge des Gebäudes liegen in einer kleinen Kapelle, die man sukzessive ausgebaut und 1732 bis 1738 um einen massiven Kirchturm ergänzt hat. 1840 wurde das Gebäude letztmals umgebaut, um Raum für Bürgermeisteramt und Volksschule zu bieten. In Verrenberg gibt es darüber hinaus zahlreiche historische Fachwerkbauten, darunter die Alte Kelter. Mehrere Gebäude aus Verrenberg wurden in das Hohenloher Freilandmuseum Wackershofen transloziert. Ein markantes Gebäudeensemble am Ortsrand ist das Weingut Fürst Hohenlohe Oehringen, das 2007 neben der alten Wiesenkelter neu errichtet wurde und das große Teile der umliegenden Weinberge bewirtschaftet.

## Persönlichkeiten
Ein bedeutender Verrenberger ist Johann Michael Weipert. 1822 in Verrenberg geboren, kam er in seiner frühen Jugend als Waise in die Gustav-Werner-Stiftung zum Bruderhaus nach Reutlingen, wo er das Wagnerhandwerk erlernte. Am 6. August 1866 eröffnete Johann Michael Weipert in Reutlingen „ein Geschäft auf eigene Rechnung“, das er spätestens 1871 nach Heilbronn verlegte, wo sich das Unternehmen zu einer bedeutenden Maschinenfabrik entwickelte. Im Jahr seines Todes, 1904, wurden 18.020 Geräte und Maschinen verkauft.